# Dolmen de la Barraca
El Dolmen de la Barraca o Dolmen del Mas Lluçanès I és un dolmen de la comuna de Tarerac (de vegades esmentada en el territori de la comuna veïna d'Arboçols), una població de la Catalunya del Nord, a la comarca del Conflent.
Està situat a la zona central-occidental del terme, a prop al nord-oest del Mas Lluçanès, dalt de la carena propera al termenal entre les dues comunes esmentades. Per això alguns dels especialistes en megàlits el situen en el terme d'Arboçols. És a prop del Dolmen 2 del Mas Lluçanès.
Té forma allargada, amb una sala rectangular en passadís obert al sud-est. Es troba a prop d'afloraments rocosos que probablement van servir com a pedrera d'extracció.